# Typhlopseudothelphusa mocinoi
Typhlopseudothelphusa mocinoi is een krabbensoort uit de familie van de Pseudothelphusidae. De wetenschappelijke naam van de soort is voor het eerst geldig gepubliceerd in 1952 door Rioja.